# Daniel Mladenov
Daniel Vencislavov Mladenov (in bulgaro Даниел Венциславов Младенов?; Kjustendil, 25 maggio 1987) è un calciatore bulgaro, centrocampista del Kjustendil.